# 黔江站

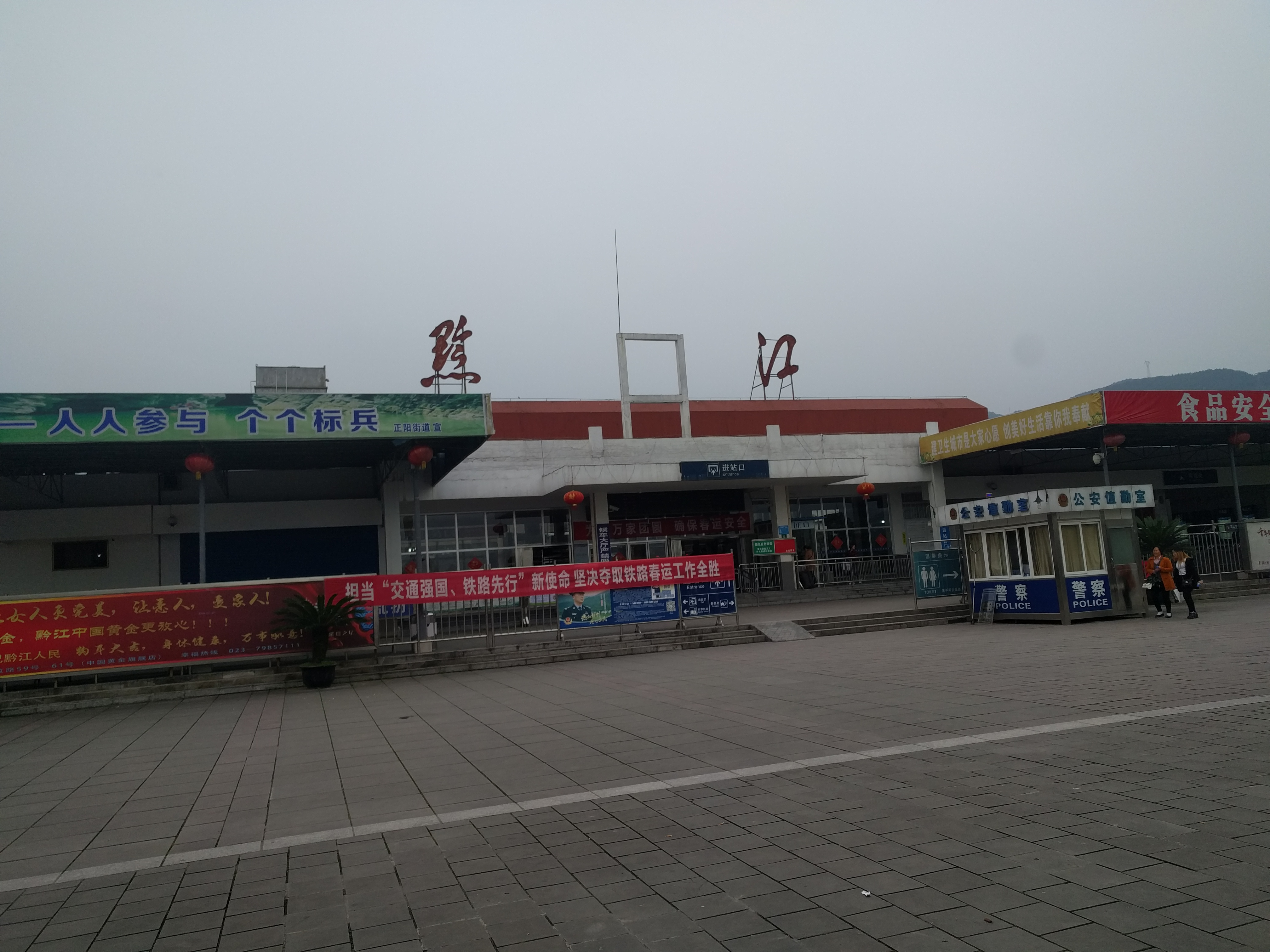
2018年黔江站站房

黔江站，位于中华人民共和国重庆市黔江区正阳街道，是渝怀铁路、黔常铁路上的火车站，成都铁路局管辖。

## 車站周邊
- 正阳汽车站
- 中国工商银行黔江正阳支行
- 重庆市黔江区地税局正阳税务所
- 重庆正阳工业园区

## 歷史
建于2007年。

## 事故
2017年8月2日凌晨2时17分和2时38分，怀化至重庆的X318次货运列车在黔江站停靠时，混装有汽车配件、化妆品、农药、电池及医药纸箱等的机后第5、6位车辆先后两次发生燃爆，造成该次列车2辆、邻线1辆、共计3辆车辆脱轨颠覆，车站工作人员及候车旅客共计7人受轻微伤。